# 何首烏新離子節蜱
何首烏新離子節蜱（学名：Neoleipothrix multiflorus）为節蜱科新離子節蜱屬下的一个种。